# Manuel Araneta
Manuel Araneta, né le 8 décembre 1926, à Iloilo, aux Philippines et décédé le 4 juillet 2003, est un ancien joueur philippin de basket-ball.